# Mataranka
Mataranka is een plaats in de Australische deelstaat Noordelijk Territorium en telt 350 inwoners (2016). Het ligt ongeveer 420 km ten zuidoosten van Darwin, de hoofdstad van het Noordelijk Territorium.